# CD Maxaquene
CD Maxaquene is een Mozambikaanse voetbalclub uit de hoofdstad Maputo. De club werd opgericht in 1920 als Sporting Clube de Lourenço Marques. In 1976 werd de naam van de club veranderd in Sporting Clube de Maputo om ten slotte in 1978 te veranderen in de huidige clubnaam.

## Erelijst
Landskampioen
1984, 1985, 1986, 2003
Beker van Mozambique
Winnaar: 1978, 1982, 1986, 1987, 1994, 1996, 1998, 2001, 2010

## Bekende (ex-)spelers
- Eusébio